# Jovan Marković
Jovan Mihalović Marković (sârbă Јован Марковић, pronunțat [jǒʋan mǎːrkoʋitɕ], română Jovan Markovici, n. 23 martie 2001, Belgrad, Iugoslavia) este un fotbalist sârb și român, care joacă pe post de atacant la Oțelul în SuperLiga României, împrumutat de la Universitatea Craiova. Pe plan internațional, are prezențe la națională pentru România Sub-17 și România.

## Viața personală
Acesta s-a născut în Serbia, dintr-un tată sârb și o mamă româncă, dar a copilărit în Corabia, Olt. Are 2 frați: Aleksander și Nikolai.